# Сіпсі (Алабама)
Сіпсі (англ. Sipsey) — місто (англ. town) в США, в окрузі Вокер штату Алабама. Населення — 363 особи (2020).

## Географія
Сіпсі розташоване за координатами 33°49′20″ пн. ш. 87°4′59″ зх. д. / 33.82222° пн. ш. 87.08306° зх. д. (33.822119, -87.082918). За даними Бюро перепису населення США в 2010 році місто мало площу 1,25 км², з яких 1,24 км² — суходіл та 0,00 км² — водойми.

## Демографія
Згідно з переписом 2010 року, у місті мешкало 437 осіб у 168 домогосподарствах у складі 114 родин. Густота населення становила 350 осіб/км². Було 196 помешкань (157/км²).
Расовий склад населення:
| - 64,1 % — білих - 33,2 % — чорних або афроамериканців - 0,5 % — азіатів |

До двох чи більше рас належало 2,1 %. Частка іспаномовних становила 0,9 % від усіх жителів.
За віковим діапазоном населення розподілялося таким чином: 23,1 % — особи молодші 18 років, 61,3 % — особи у віці 18—64 років, 15,6 % — особи у віці 65 років та старші. Медіана віку мешканця становила 42,4 року. На 100 осіб жіночої статі у місті припадало 92,5 чоловіків; на 100 жінок у віці від 18 років та старших — 83,6 чоловіків також старших 18 років.
Середній дохід на одне домашнє господарство становив 39 484 долари США (медіана — 27 393), а середній дохід на одну сім'ю — 46 563 долари (медіана — 40 000). Медіана доходів становила 31 250 доларів для чоловіків та 31 875 доларів для жінок. За межею бідності перебувало 15,2 % осіб, у тому числі 47,4 % дітей у віці до 18 років та 6,0 % осіб у віці 65 років та старших.
Цивільне працевлаштоване населення становило 150 осіб. Основні галузі зайнятості: виробництво — 27,3 %, роздрібна торгівля — 20,7 %, освіта, охорона здоров'я та соціальна допомога — 12,0 %, мистецтво, розваги та відпочинок — 10,0 %.